# Ataenius gracilis
Ataenius gracilis é uma espécie de insetos coleópteros polífagos pertencente à família Aphodiidae.
A autoridade científica da espécie é Melsheimer, tendo sido descrita no ano de 1844.
Trata-se de uma espécie presente no território português.